# Nutrition entérale
 (avril 2021).
Si vous disposez d'ouvrages ou d'articles de référence ou si vous connaissez des sites web de qualité traitant du thème abordé ici, merci de compléter l'article en donnant les références utiles à sa vérifiabilité et en les liant à la section « Notes et références ».

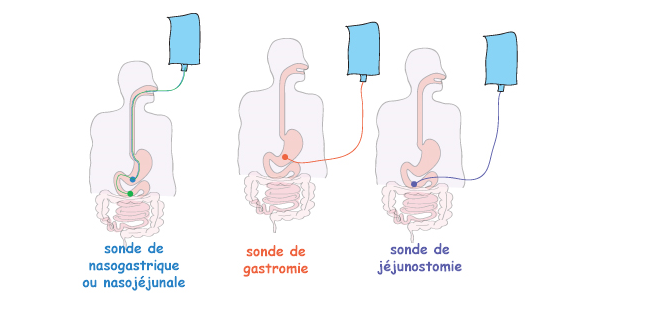
Types de sondes entérales

C'est une forme de nutrition artificielle dans laquelle le fluide remplaçant le bol alimentaire est injecté dans le tube digestif. Elle s'oppose à la nutrition parentérale qui emprunte une voie veineuse centrale.
Elle peut se faire par deux moyens :
- une sonde naso gastrique ;
- une sonde de gastrostomie qui sera placée dans l'estomac sous endoscopie.